# Tomo Brejc
Tomo Brejc - Pavle, slovenski politik (družbenopolitični delavec), * 18. december 1904, Dolenji Novaki, † 3. februar 1964, Ljubljana.

## Življenjepis
Tomo Brejc je pred italijanskim fašizmom emigriral v Jugoslavijo, nato odšel v Avstrijo in tam leta 1929 postal član Komunistične partije Avstrije. Po vrnitvi v Jugoslavijo je bil leta 1932 kot član partije aretiran in poslan na robijo v Sremsko Mitrovico. Po vrnitvi iz zapora je v Ljubljani organiziral Zvezo gradbenih delavcev in 1936 veliko stavko gradbenih delavcev; nato so ga oblasti kot italijanskega državljana izgnale. Kot partijski instruktor je odšel med izseljence v Francijo, kjer je nekaj časa urejal časopis Glas izseljencev. Jeseni 1939 se je vrnil v Slovenijo in delal v ilegalni partijski tehniki, bil instruktor CK KPS v Trbovljah in član sindikalne komisije pri CK KPS. Po okupaciji Jugoslavije leta 1941 je kot član vojnega komiteja in kasneje pokrajinskega komiteja KPS za Gorenjsko sodeloval pri organizaciji oboroženega upora, neposredno zlasti v kamniškem okrožju. Od pomladi do jeseni 1942 je bil sekretar pokrajinskega komiteja KPS za Slovensko primorje in Trst. V Trstu je bil aretiran in zaprt. Po prihodi iz zapora februarja 1944 je postal član pokrajinskega komiteja KPS in tajnik pokrajinskega odbora OF za Slovensko primorje, delal v osrednjih organih NOB, bil urednik Delavske enotnosti, v zadnjih mesecih vojne pa je ponovno deloval v pokrajinskih vodstvih KPS in OF za Slovensko primorje in bil sekretar Enotnih sindikatov v Trstu. Po osvoboditvi je bil republiški zvezni poslanec v Beogradu, minister v vladi Ljudske republike Slovenije. Brejc je bil med soustanovitelji Izseljenske matice in njen podpredsednik ter glavni urednik Ljudske pravice.
Njegova sinova sta univ. profesor in politik Mihael Brejc in umetnostni zgodovinar Tomaž Brejc.

## Odlikovanja
- Partizanska spomenica 1941
- Red junaka socialističnega dela (1963)

## Poimenovanja
- Osnovna šola Toma Brejca v Kamniku